# EMA 07
EMA 07 (s podnaslovom Eurovision Song Contest) je kompilacijski album iz istoimenske oddaje na TV Slovenija, ki je izšel pri založbi ZKP RTV Slovenija na glasbeni CD plošči leta 2007.

## O albumu
Na promocijski izdaji albuma je objavljenih vseh 24 tekmovalnih pesmi iz oddaje.
Na redni izdaji albuma manjka pesem »Prižgi večni plamen«.
Ta je na promocijski izdaji dodana pod zaporedno številko 15, tako da si vse sledijo enako kot na predizborih.

## Seznam posnetkov
| CD              | CD                                                 | CD                           | CD                               | CD                             | CD      |
| Št.             | Naslov                                             | Besedilo                     | Glasba                           | Priredba                       | Dolžina |
| --------------- | -------------------------------------------------- | ---------------------------- | -------------------------------- | ------------------------------ | ------- |
| 1.              | „Nemirna leta‟ (Panda)                             | A. Pompe                     | A. Pompe                         | Panda                          | 2:56    |
| 2.              | „Slike‟ (Lunapark)                                 | A. Šterk                     | M. Lemer                         | M. Lemer                       | 3:02    |
| 3.              | „Ljubim se‟ (Eva in Črnobelo)                      | K. Teran                     | K. Teran                         | Črnobelo                       | 2:57    |
| 4.              | „Cvet z juga‟ (Alenka Gotar)                       | A. Babić                     | A. Babić                         | A. Valenčić                    | 3:01    |
| 5.              | „Kdo hoče plesati z menoj?‟ (Zablujena generacija) | M. Alič, D. Kaurič           | M. Alič                          | D. Kaurič, M. Štibernik        | 2:35    |
| 6.              | „Moj planet‟ (Jernej Dermota)                      | U. Mravlje Fajon             | F. Nova                          | F. Nova                        | 3:01    |
| 7.              | „Zadeni me‟ (Martin Perović)                       | D. Lečnik                    | S. Gomilšek                      | S. Gomilšek                    | 3:01    |
| 8.              | „Naj svet zakriči!‟ (Sebastian)                    | Sebastian                    | B. Grabnar                       | B. Grabnar                     | 3:01    |
| 9.              | „Vizija‟ (Alya)                                    | Flex, C. Omladič, P. Dekleva | Ž. Pak, P. Dekleva, Flex         | Ž. Pak, A. Steržaj, P. Dekleva | 3:03    |
| 10.             | „Father / Oče‟ (Diona Dimm Team)                   | A. Soklič                    | B. Simončič, A. Soklič, G. Kačar | B. Simončič, G. Kačar          | 3:04    |
| 11.             | „Hitmejker‟ (Dean Vivod & Tonus Kitaris)           | D. Vivod, F. Zabukovec       | F. Zabukovec                     | F. Zabukovec                   | 2:55    |
| 12.             | „Bella mia‟ (Don Corleone)                         | J. Dirnbek                   | E. Herman                        | N. Sekulović                   | 2:55    |
| 13.             | „Čudeži smehljaja‟ (Eva Černe)                     | D. Kenda Hussu               | B. Grabnar                       | B. Grabnar                     | 3:02    |
| 14.             | „Vse se isto zdi‟ (Bojana Glatz)                   | A. Čadež                     | B. Glatz                         | B. Glatz                       | 2:56    |
| 15.             | „19XX‟ (Folkrola)                                  | S. Javornik                  | S. Javornik                      | D. Repnik                      | 3:01    |
| 16.             | „Ko še spiš‟ (Rok Kosmač)                          | R. Kosmač                    | R. Kosmač                        | F. Zabukovec                   | 2:46    |
| 17.             | „Virtual Girl‟ (Teja Haver)                        | A. Čadež, T. Haver           | A. Čadež                         | A. Čadež                       | 2:56    |
| 18.             | „Element 104L(258)‟ (Nude)                         | G. Marolt                    | T. Amanović                      | Nude                           | 3:03    |
| 19.             | „Druga violina‟ (Žana)                             | Amon                         | J. Miani – Pipi                  | J. Miani – Pipi                | 3:01    |
| 20.             | „Pepelka‟ (Zlati muzikanti)                        | S. Božič                     | M. Pezdirc                       | M. Pezdirc                     | 2:57    |
| 21.             | „Drugačna (pesem)‟ (Tadeja Fatur)                  | L. Oblak                     | B. Zuljan                        | B. Zuljan                      | 3:04    |
| 22.             | „Zadel si me v živo‟ (Steffy & donald TrumpeT)     | D. Kenda Hussu               | M. Legovič                       | M. Legovič, donald TrumpeT     | 3:00    |
| 23.             | „Nor sem nate‟ (Denis)                             | D. Vučak                     | Z. Tomac                         | Z. Tomac                       | 3:02    |
| Skupna dolžina: | Skupna dolžina:                                    | Skupna dolžina:              | Skupna dolžina:                  | Skupna dolžina:                | 68:33   |

| Promocijska izdaja | Promocijska izdaja                                         | Promocijska izdaja | Promocijska izdaja | Promocijska izdaja | Promocijska izdaja |
| Št.                | Naslov                                                     | Besedilo           | Glasba             | Priredba           | Dolžina            |
| ------------------ | ---------------------------------------------------------- | ------------------ | ------------------ | ------------------ | ------------------ |
| 15.                | „Prižgi večni plamen / Light Eternal Flame‟ (Brigitt Rose) | B. Lupša           | B. Lupša           | A. Čadež           | 3:01               |
| Skupna dolžina:    | Skupna dolžina:                                            | Skupna dolžina:    | Skupna dolžina:    | Skupna dolžina:    | 71:35              |